# Université de l'Illinois
L’université de l’Illinois (en anglais, University of Illinois system) est un ensemble de trois universités publiques américaines, situées dans l’État de l’Illinois.

## Chicago
Un campus de cette université se trouve à Chicago : l'université de l'Illinois à Chicago (en anglais, University of Illinois at Chicago, UIC). Ce campus accueille 25 000 étudiants.
Il est surtout réputé pour sa faculté de médecine, où est formée la majorité du personnel médical d'Illinois : pharmaciens, dentistes, infirmiers et médecins. Le campus abrite le plus grand centre médical public de l'état.
Il ne doit être confondu avec l'université de Chicago, qui est une institution privée.

## Urbana-Champaign

Panorama de l'université de l'Illinois au campus d'Urbana-Champaign.

Le campus le plus important de cette université est celui situé sur l'aire métropolitaine de Champaign-Urbana : université de l'Illinois à Urbana-Champaign (UIUC).
C'est la plus grande et la plus prestigieuse des trois universités, avec plus de 56 000 étudiants Elle contient aussi le plus grand nombre de membres de confréries (Fraternities et Sororities).
Ce campus abrite le NCSA, centre de recherche très réputé dans le domaine de l'informatique.

## Springfield
Le campus de l'université de l'Illinois à Springfield est le plus petit des trois. Il est  situé à Springfield, la capitale de l'État.

## Personnalités liées à l'université

### Professeurs
- Walter Benn Michaels, professeur de littérature et auteur de La diversité contre l'égalité (The Trouble with Diversity).
- John Bardeen, professeur de physique et Prix Nobel
- Frederick Seitz, professeur de physique
- Marie-Odile Sweetser, professeure de littérature française
- Frances Harshbarger (1902-1987), mathématicienne américaine.
- Anna Curtenius Roosevelt, archéologue, professeure d'anthropologie.

### Étudiants
- Richard Powers, écrivain américain
- Robert Zemeckis, réalisateur de Forrest Gump, Retour vers le futur et Seul au monde.
- Wallace Carothers, ingénieur chimiste qui a inventé le Nylon, première fibre synthétique de l'histoire.
- Walter Elmer Ekblaw, géologue et botaniste, explorateur
- Laila Abou Saif, essayiste, féministe égyptienne